# Euploea salpingoides
Euploea salpingoides är en fjärilsart som beskrevs av Hans Fruhstorfer 1904. Euploea salpingoides ingår i släktet Euploea och familjen praktfjärilar. Inga underarter finns listade i Catalogue of Life.